# Bellator Champions Series 3
Bellator Champions Series 3（ベラトール・チャンピオン・シリーズ・スリー、別名BELLATOR CHAMPIONS SERIES DUBLIN）は、アメリカ合衆国の総合格闘技団体「Bellator MMA」の大会の一つ。2024年6月24日、ダブリン県ダブリンの3アリーナで開催された。

## 大会概要
本大会はジェイソン・ジャクソンとラマザン・クラマゴメドフのウェルター級タイトルマッチ戦が組まれた。

## 対戦カード

### アマチュア試合
第1試合 フライ級 5分3R
○  ネイト・ケリー vs.  ポール・ノーラン ×
1R 1:49 サブミッション（アームバー）

### プレリムカード
第2試合 女子フェザー級 5分3R
○  ミシェル・モンタギュー vs.  カロリーナ・ソベク ×
1R 2:41 サブミッション（リアネイキッドチョーク）
第3試合 バンタム級 5分3R
○  太田忍 vs.  ロジャー・ブランク ×
1R 2:18 サブミッション（ノースサウスチョーク）
第4試合 バンタム級 5分3R
○  サルバルジョン・ハミドフ vs.  マルシリー・アルヴェス ×
3R終了 判定3-0（30-27、30-27、30-27）
第5試合 フェザー級 5分3R
○  ハサン・マゴメドシャリポフ vs.  タイラー・マティソン ×
3R終了 判定3-0（30-27、30-27、30-27）
第6試合 キャッチウェイト（148 lb） 5分3R
○  ネイサン・ケリー vs.  ホセ・サンチェス ×
1R 3:42 サブミッション（ニンジャチョーク）

### メインカード
第7試合 バンタム級 5分3R
○  カスム・カスモフ vs.  マテウス・マットス ×
3R終了 判定3-0（29-28、30-27、30-27）
第8試合 ライト級 5分3R
○  ダラフ・ケリー vs.  マティアス・ポワロン ×
1R 1:29 テクニカルサブミッション（ギロチンチョーク）
第9試合 ミドル級 5分3R
○  ダルトン・ロスタ vs.  ノルバート・ノヴェイニ Jr. ×
3R終了 判定2-0（28-28、29-28、29-28）
第10試合 女子フェザー級 5分3R
○  アーリーン・ブレンコウ vs.  シネイド・カヴァナー ×
2R 3:02 サブミッション（ギロチンチョーク）
第11試合 ライト級 5分3R
○  ポール・ヒューズ vs.  ボビー・キング ×
2R 4:50 TKO（パンチとエルボー）
第12試合 ウェルター級 5分5R
Bellator世界ウェルター級タイトルマッチ
○  ラマザン・クラマゴメドフ vs.  ジェイソン・ジャクソン (c) ×
5R終了 判定3-0（48-47、48-47、48-47）
※クラマゴメドフが王座獲得